# Riccardo Pallottini
Riccardo Pallottini (Roma, 18 marzo 1908 – Luzon, 11 gennaio 1982) è stato un direttore della fotografia italiano.

## Biografia
Iniziò la sua carriera di direttore della fotografia nel 1952 con il film Oggi sposi, uscito l'anno dopo con il titolo Era lei che lo voleva!, dopo un decennio passato a fare esperienza come operatore ed assistente. Il suo ultimo lavoro fu sul set di Fuga dall'arcipelago maledetto (1982), quando perse la vita proprio durante le riprese precipitando con un piccolo aereo mentre stava effettuando delle riprese per la pellicola; con lui persero la vita anche l'assistente operatore e il pilota dell'aereo. Nel corso della sua carriera ha lavorato spesso con Antonio Margheriti, aiutandolo in vari film fra cui Danza macabra , I lunghi capelli della morte  e Killer Fish - Agguato sul fondo. È stato anche direttore della fotografia di Siamo uomini o caporali,  Totò cerca pace  , Un turco napoletano e  I due deputati. Fu anche attore , interprete della pellicola Riderà (Cuore matto).

## Filmografia parziale
- La figlia del diavolo, regia di Primo Zeglio (1952)
- Era lei che lo voleva!, regia di Marino Girolami (1953)
- Un turco napoletano, regia di Mario Mattoli (1954)
- Siluri umani, regia di Antonio Leonviola (1954)
- Totò cerca pace, regia di Mario Mattoli (1954)
- Il medico dei pazzi, regia di Mario Mattoli (1954)
- Il cielo brucia, regia di Giuseppe Masini (1957)
- Arriva la banda, regia di Tanio Boccia (1959)
- Maciste alla corte del Gran Khan, regia di Riccardo Freda (1961)
- 2 samurai per 100 geishe, regia di Giorgio Simonelli (1962)
- La vergine di Norimberga, regia di Antonio Margheriti (1963)
- La morte vestita di dollari (Einer Frisst den anderen), regia di Ray Nazarro e Gustav Gavrin (1964)
- Danza macabra, regia di Antonio Margheriti (1964)
- ...e la donna creò l'uomo, regia di Camillo Mastrocinque (1964)
- La morte viene dal pianeta Aytin, regia di Antonio Margheriti (1965)
- ...4..3..2..1...morte, regia di Primo Zeglio (1967)
- I due deputati, regia di Giovanni Grimaldi (1969)
- Lady Frankenstein, regia di Mel Welles (1971)
- Il Decamerone proibito, regia di Carlo Infascelli (1972)
- Piazza pulita, regia di Luigi Vanzi (1973)
- Killer Fish - Agguato sul fondo, regia di Antonio Margheriti (1977)
- Poliziotto sprint, regia di Stelvio Massi (1977)
- Fuga dall'arcipelago maledetto, regia di Antonio Margheriti (1982)[1]